# Щрауман
Щрауман Груп (или Straumann Group) е швейцарска компания, която произвежда зъбни импланти и е специализирана в свързаните с тях технологии. Тя е със седалище в град Базел, Швейцария. Компанията проучва, разработва, произвежда и доставя зъбни импланти, инструменти, биоматериали, CADCAM протези, цифрово оборудване, софтуер и прозрачни алайнери за приложения в заместителната, възстановителната, ортодонтската и превантивната стоматология.
Също така се предлагат услуги на специализиралите в денталната медицина в световен мащаб, което включва обучение и образование. То се предоставя в сътрудничество с Международния екип по имплантология (ITI) и Латинскоамериканския институт за дентални изследвания и образование (ILAPEO). Продуктите и услугите на компанията се предлагат в повече от 100 държави чрез широка мрежа от дистрибуторски филиали и партньори.

## История
Основана е през 1954 г. като изследователски институт в село Валденбург (Швейцария). Компанията носи името на своя основател д-р инж. Райнхард Щрауман.